# ابسنت (فیلم)
«ابسنت» (انگلیسی: Absinthe (film)) یک فیلم به کارگردانی هربرت برنون است که در سال ۱۹۱۴ منتشر شد. از بازیگران آن می‌توان لیه بیرد را نام برد.